# Djélébou
Djélébou è un comune rurale del Mali facente parte del circondario di Kayes, nella regione omonima.
Il comune è composto da 11 nuclei abitati:
- Aourou (centro principale)
- Dindinayé
- Horogniwa
- Leya
- Melga Soninké
- Melga Toucouleur
- Nahaly
- Sambawonsy
- Sarayero
- Sérénaty
- Tichy Ambidedi